# 동평양경기장
동평양경기장(東平壤競技場)은 조선민주주의인민공화국 평양시에 위치한 다목적 경기장이다. 주로 축구 경기에 경기장이 사용되며, 1960년에 개장했다.